# Zheng Qinwen
Dit is een Chinese naam; de familienaam is Zheng.
Zheng Qinwen (Shiyan, 8 oktober 2002) is een tennisspeelster uit China. Zheng begon op zevenjarige leeftijd met het spelen van tennis. Haar favoriete ondergrond is hardcourt. Zij speelt rechtshandig en heeft een tweehandige backhand. Zheng is actief in het internationale tennis sinds 2018, voornamelijk in het enkelspel.

## Loopbaan
Zheng won haar eerste titel in 2020 op het ITF-toernooi van Cordenons (Italië).
In juni 2021 won zij het enkelspel op het $60k-toernooi van Staré Splavy (Tsjechië), haar zesde ITF-titel. In november kwam zij binnen op de top 150 van de wereldranglijst.
In januari 2022 had Zheng haar grandslamdebuut op het Australian Open, doordat zij het kwalificatietoernooi met succes had doorlopen – op de hoofdtabel won zij nog haar openingspartij. Aansluitend won zij haar achtste ITF-titel, in Orlando (VS) – daarmee kwam zij binnen op de top 100. Op Roland Garros 2022 drong zij door tot de vierde ronde, door onder meer de Roemeense Simona Halep (WTA-19) te verslaan. In juni won zij haar eerste WTA-titel op het toernooi van Valencia 2022 – in de finale versloeg zij landgenote Wang Xiyu. Daarmee kwam zij binnen op de mondiale top 50.
In mei 2023 klom Zheng op naar de top 20 van de wereldranglijst, na het bereiken van de kwartfinale op het WTA 1000-toernooi van Rome. Op het US Open bereikte zij de kwartfinale, door onder meer de Tunesische Ons Jabeur (WTA-5) uit te schakelen. In oktober won zij haar derde WTA-enkelspeltitel op het toernooi van Zhengzhou – in de finale versloeg zij de Tsjechische Barbora Krejčíková. In oktober bereikte zij de finale van het B-kampioenschap van de eindejaarstoernooien in de Chinese stad Zhuhai – zij verloor de eindstrijd van de Braziliaanse Beatriz Haddad Maia.
Op het Australian Open 2024 bereikte Zheng de finale – daarin verloor zij van titelverdedigster Aryna Sabalenka. Hiermee trad zij toe tot de top tien van de wereldranglijst. In juli won zij haar vierde WTA-titel op het toernooi van Palermo. Op de Olympische spelen van Parijs versloeg zij de regerend nummer één Iga Świątek in de halve finale, waarna zij in de finale zegevierde over de Kroatische Donna Vekić om daarmee de gouden medaille te mogen ontvangen, de eerste Olympische medaille ooit in het vrouwenenkelspel voor China. In oktober won Zheng haar zesde WTA-titel op het WTA 500-toernooi van Tokio – in de finale klopte zij de Amerikaanse Sofia Kenin. In november bereikte zij de finale van het eindejaarskampioenschap – hoewel zij die eindstrijd verloor van de Amerikaanse Cori Gauff, klom zij op de wereldranglijst naar de vijfde plaats.
In juni 2025 bereikte Zheng de halve finale van het WTA 500-toernooi van Londen. Daarmee steeg zij naar de vierde plek van de wereldranglijst.

### Tennis in teamverband
In de periode 2022–2024 maakte Zheng deel uit van het Chinese Fed Cup-team – zij vergaarde daar een winst/verlies-balans van 3–1.

## Posities op deWTA-ranglijst
Positie per einde seizoen:
| jaar | rang enkelspel | rang dubbelspel |
| ---- | -------------- | --------------- |
| 2018 | 933            | –               |
| 2019 | 649            | 842             |
| 2020 | 324            | 731             |
| 2021 | 143            | 879             |
| 2022 | 25             | –               |
| 2023 | 15             | –               |
| 2024 | 5              | –               |

## Resultaten grandslamtoernooien
| Legenda | Legenda                          |
| ------- | -------------------------------- |
| g.t.    | geen toernooi gehouden           |
| l.c.    | lagere categorie                 |
| –       | niet deelgenomen                 |
| G       | uitgeschakeld in de groepsfase   |
| 1R      | uitgeschakeld in de eerste ronde |
| 2R      | uitgeschakeld in de tweede ronde |
| 3R      | uitgeschakeld in de derde ronde  |
| 4R      | uitgeschakeld in de vierde ronde |
| KF      | uitgeschakeld in de kwartfinale  |
| HF      | uitgeschakeld in de halve finale |
| F       | de finale verloren               |
| W       | het toernooi gewonnen            |
| w-v     | winst/verlies-balans             |

### Enkelspel
| toernooi        | 2022 | 2023 | 2024 |
| --------------- | ---- | ---- | ---- |
| Australian Open | 2R   | 2R   | F    |
| Roland Garros   | 4R   | 2R   | 3R   |
| Wimbledon       | 3R   | 1R   | 1R   |
| US Open         | 3R   | KF   | KF   |

### Vrouwendubbelspel
| toernooi        | 2022 |
| --------------- | ---- |
| Australian Open | –    |
| Roland Garros   | –    |
| Wimbledon       | 1R   |
| US Open         | –    |

## Palmares
| Legenda                 |
| ----------------------- |
| Grandslamtoernooi       |
| Olympische Spelen       |
| Year-End Championships  |
| Premier Mandatory       |
| Premier Five / WTA 1000 |
| Premier / WTA 500       |
| International / WTA 250 |
| Challenger / WTA 125    |

### Overwinningen op een regerend nummer 1
Zheng heeft tot op heden tweemaal een partij tegen een op dat ogenblik heersend leider van de wereldranglijst gewonnen (peildatum 14 mei 2025):
| nr. | datum      | toernooi    | ronde        | tegenstandster  | score    |         |
| --- | ---------- | ----------- | ------------ | --------------- | -------- | ------- |
| 1.  | 2024-08-01 | O.S. Parijs | halve finale | Iga Świątek     | 6-2, 7-5 | details |
| 2.  | 2025-05-14 | WTA Rome    | kwartfinale  | Aryna Sabalenka | 6-4, 6-3 | details |

### WTA-finaleplaatsen enkelspel
| nr.              | finale     | toernooi         | ondergrond    | tegenstandster      | score         |         |
| ---------------- | ---------- | ---------------- | ------------- | ------------------- | ------------- | ------- |
| gewonnen finales |            |                  |               |                     |               |         |
| 1.               | 2022-06-12 | WTA Valencia     | gravel        | Wang Xiyu           | 6-4, 4-6, 6-3 | details |
| 2.               | 2023-07-23 | WTA Palermo      | gravel        | Jasmine Paolini     | 6-4, 1-6, 6-1 | details |
| 3.               | 2023-10-15 | WTA Zhengzhou    | hardcourt     | Barbora Krejčíková  | 2-6, 6-2, 6-4 | details |
| 4.               | 2024-07-21 | WTA Palermo      | gravel        | Karolína Muchová    | 6-4, 4-6, 6-2 | details |
| 5.               | 2024-08-03 | O.S. Parijs      | gravel        | Donna Vekić         | 6-2, 6-3      | details |
| 6.               | 2024-10-27 | WTA Tokio        | hardcourt     | Sofia Kenin         | 7-6, 6-3      | details |
| verloren finales |            |                  |               |                     |               |         |
| 1.               | 2022-09-25 | WTA Tokio        | hardcourt     | Ljoedmila Samsonova | 5-7, 5-7      | details |
| 2.               | 2023-10-29 | WTA Elite Trophy | hardcourt (i) | Beatriz Haddad Maia | 6-7, 6-7      | details |
| 3.               | 2024-01-27 | Australian Open  | hardcourt     | Aryna Sabalenka     | 3-6, 2-6      | details |
| 4.               | 2024-10-13 | WTA Wuhan        | hardcourt     | Aryna Sabalenka     | 3-6, 7-5, 3-6 | details |
| 5.               | 2024-11-09 | WTA Finals       | hardcourt     | Cori Gauff          | 6-3, 4-6, 6-7 | details |